# Хамидуллаев, Санжар Асатуллаевич
Санжар Хамидуллаев Асатулаевич (род. 22 марта 1976 года, Ташкент, УзССР, СССР) — узбекский экономист и политик, депутат Законодательной палаты Олий Мажлиса Узбекистана.

## Биография
Санжар Хамидуллаев родился 22 марта 1976 года в Ташкент. Окончил Ташкентский государственный экономический университет по специальности экономист.
Представляет Либерально-Демократическую партию Узбекистана. В 2020 году избран депутатом Законодательной палаты Олий Мажлиса. Представитель комитета по демократическим институтам, негосударственным организациям и органам самоуправления граждан.